# Brenthis daphnoides
Brenthis daphnoides är en fjärilsart som beskrevs av Schultz 1908. Brenthis daphnoides ingår i släktet Brenthis och familjen praktfjärilar. Inga underarter finns listade i Catalogue of Life.